# Leszno (jurydyka)

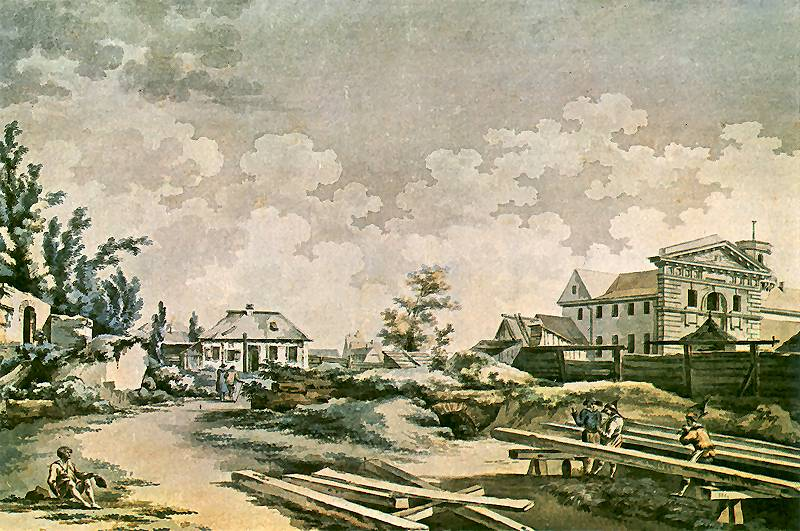
Zygmunt Vogel, widok zboru i cmentarza dysydentów (na Lesznie) 1785/1786

Leszno – jurydyka założona 8 stycznia 1648 roku przez podskarbiego wielkiego koronnego Bogusława Leszczyńskiego ze swoim stryjem kanclerzem wielkim koronnym Janem Leszczyńskim. Grunty Leszna objęły m.in. zakupioną przez Bogusława włókę roli miasta Stara Warszawa. Teren jurydyki znajduje się w granicach obecnych dzielnic Wola i Śródmieście.

## Opis
Główną ulicą jurydyki była ulica Leszno, a tereny jej ciągnęły się od obecnej ulicy Żelaznej do gen. Andersa i placu Bankowego. Przy ulicy Rymarskiej (dziś nieistniejącej) znalazła się siedziba Leszczyńskich, późniejszy pałac Komisji Rządowej Przychodów i Skarbu. Ratusz jurydyki znajdował się przy ul. Leszno 29 (hip. 722). 
Leszczyńscy znieśli stary trakt w kierunku Sochaczewa, będący przedłużeniem ul. Długiej, i wytyczyli nową ulicę ok. 90 metrów na południe, późniejszą ulicę Leszno.
Jurydyka była zamożna, zamieszkała głównie przez ludność ewangelicką pochodzącą z Leszna. W jurydyce osiedlało się również wielu cudzoziemców, m.in. Niemców. W latach 1682–1732 powstał tu klasztor karmelitów trzewiczkowych i kościół Narodzenia Najświętszej Maryi Panny. 
W końcu XVIII wieku jurydyka liczyła ok. 2500 mieszkańców.